# Helena Marques
Helena Marques (Carcavelos, 17 de maio de 1935 — 19 de outubro de 2020) foi uma jornalista e escritora portuguesa.
Helena morreu em 19 de outubro de 2020, aos 85 anos de idade.

## Biografia
De antecedentes madeirenses, Helena Marques nasceu em Carcavelos, em 1935. Exerceu jornalismo durante 36 anos, iniciando a sua carreira no
Diário de Notícias do Funchal e terminou-a no Diário de Notícias de Lisboa, onde foi directora-adjunta de 1986 a 1992. Entretanto, foi redatora de outros diários, nomeadamente A Capital, República e A Luta.
O seu primeiro livro, O Último Cais, foi publicado em 1992.
A 28 de junho de 2001, foi agraciada com o grau de Comendador da Ordem do Infante D. Henrique.
A sua obra encontra-se traduzida em alemão, italiano, castelhano, grego, romeno e búlgaro. O Bazar Alemão (2010) foi o seu último livro.

## Obras
- O último cais (1992)
- A Deusa Sentada (1994)
- Terceiras Pessoas (1998)
- Os Íbis Vermelhos da Guiana (2002)
- Ilhas Contadas (2007)
- O Bazar Alemão (2010)